# Roskildefestivalen
Roskildefestivalen är en årligen återkommande musikfestival i den danska staden Roskilde. 
Roskilde Festival startades 1971 och har hållits varje år i slutet av juni och början av juli på Roskilde Animal Show (utom 2020). Enligt traditionen öppnar campingområdet den sista söndagen i juni, vilket erbjuder festivalgästerna gott om tid att komma till ro och "värma upp". Själva festivalplatsen, och därmed det mesta av musiken, har öppnat på onsdagar (fram till 2014 på torsdagar). Officiellt börjar festivalen följande torsdag vid festivalområdet och pågår i fyra dagar. Festivalen har med undantag för 2020 arrangerats årligen sedan 1971.
30 000 personer arbetar frivilligt och oavlönat. Festivalens vinst går varje år till kulturella syften och humanitärt arbete och välgörenhetsarbete runt om i världen. Inför festivalen 2014 gav Roskilde Festival-gruppen deltagarna möjlighet att nominera och rösta om vem de tycker att vinsten ska gå till. Festivalen anordnas av Foreningen Roskilde Festival, som ingår i Roskilde Festival-gruppen.

## Historik
Festivalen hölls första gången 1971 under namnet Sound festival och arrangerades av elevrådsordföranden och vice elevrådsordföranden vid gymnasiet Katedralskolan, Mogens Sandfær och Jesper Switzer Møller, tillsammans med bokningsagenten Carl Fischer. Festivalen pågick i två dagar på Dyrskuepladsen, och fokus låg på jazz, blues och folkmusik. Den var Danmarks första större musikfestival, men trots publiksuccé gick festivalen med förlust. 1973 togs festivalen över av the Roskilde Foundation, som sedan dess har skött festivalen som en ideell organisation för utvecklandet och stöttandet av musik, kultur och humanism.
Numera pågår festivalen i fyra dygn och musikinriktningen är främst rock, elektronisk dansmusik och hiphop, och festivalen lockar besökare från Skandinavien och resten av Europa. Under 2000-talet har festivalen årligen ungefär 170 band, 3 000 artister, 70 000 betalande gäster, 25 000 volontärer och 4 000 mediarepresentanter på ett område stort som 25 fotbollsplaner. 25 personer arbetar heltid året runt med att arrangera festivalen. Rikke Öxner har varit festivalens musikchef i över 20 år.
Numera finns det ett flertal scener. Den orange scenen köpte festivalen av The Rolling Stones som använt den under en Europaturné. Scenen användes första gången 1978 då bland andra Bob Marley uppträdde på den.

## Säkerhet

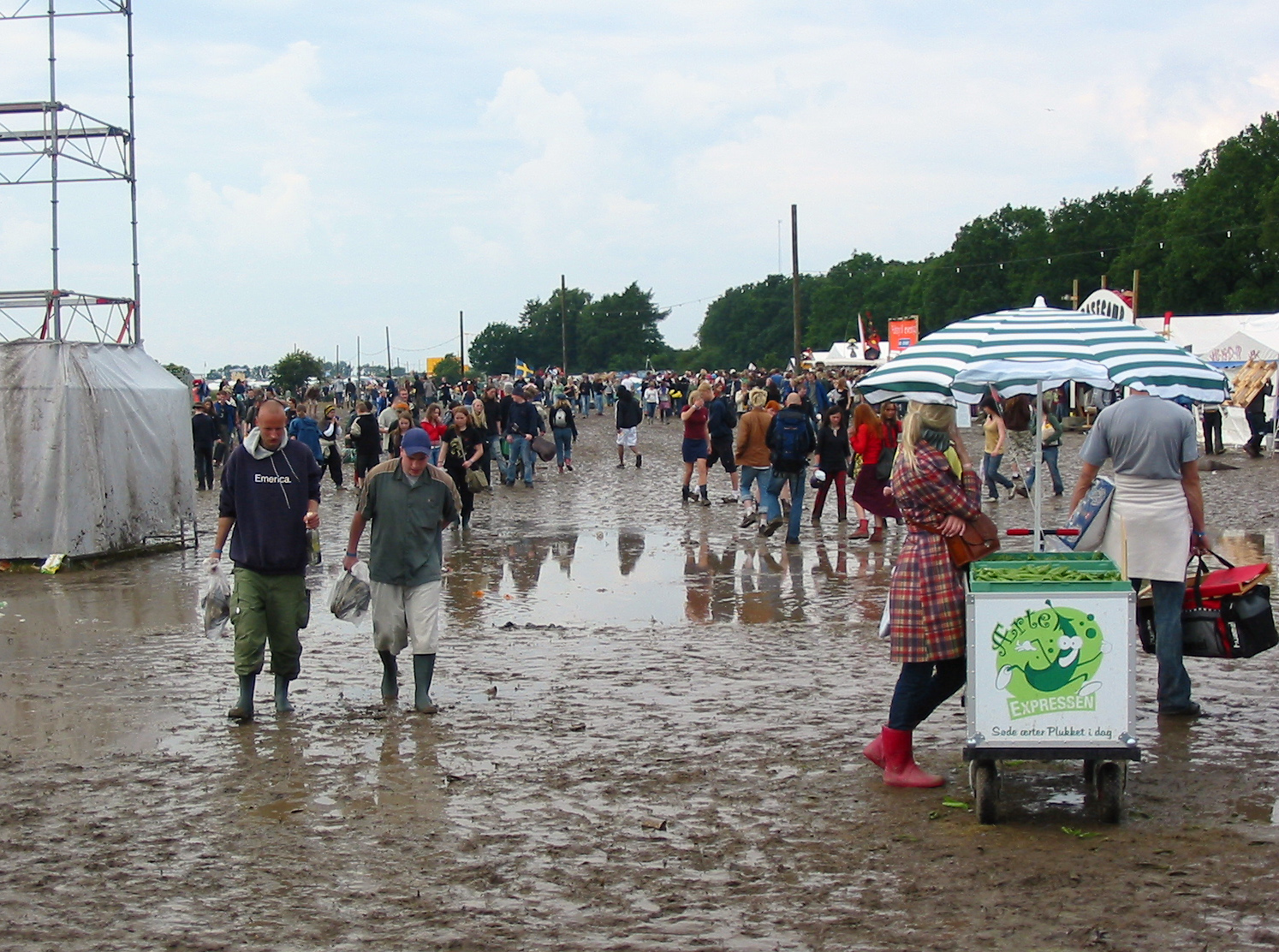
Roskildefestivalen 2004

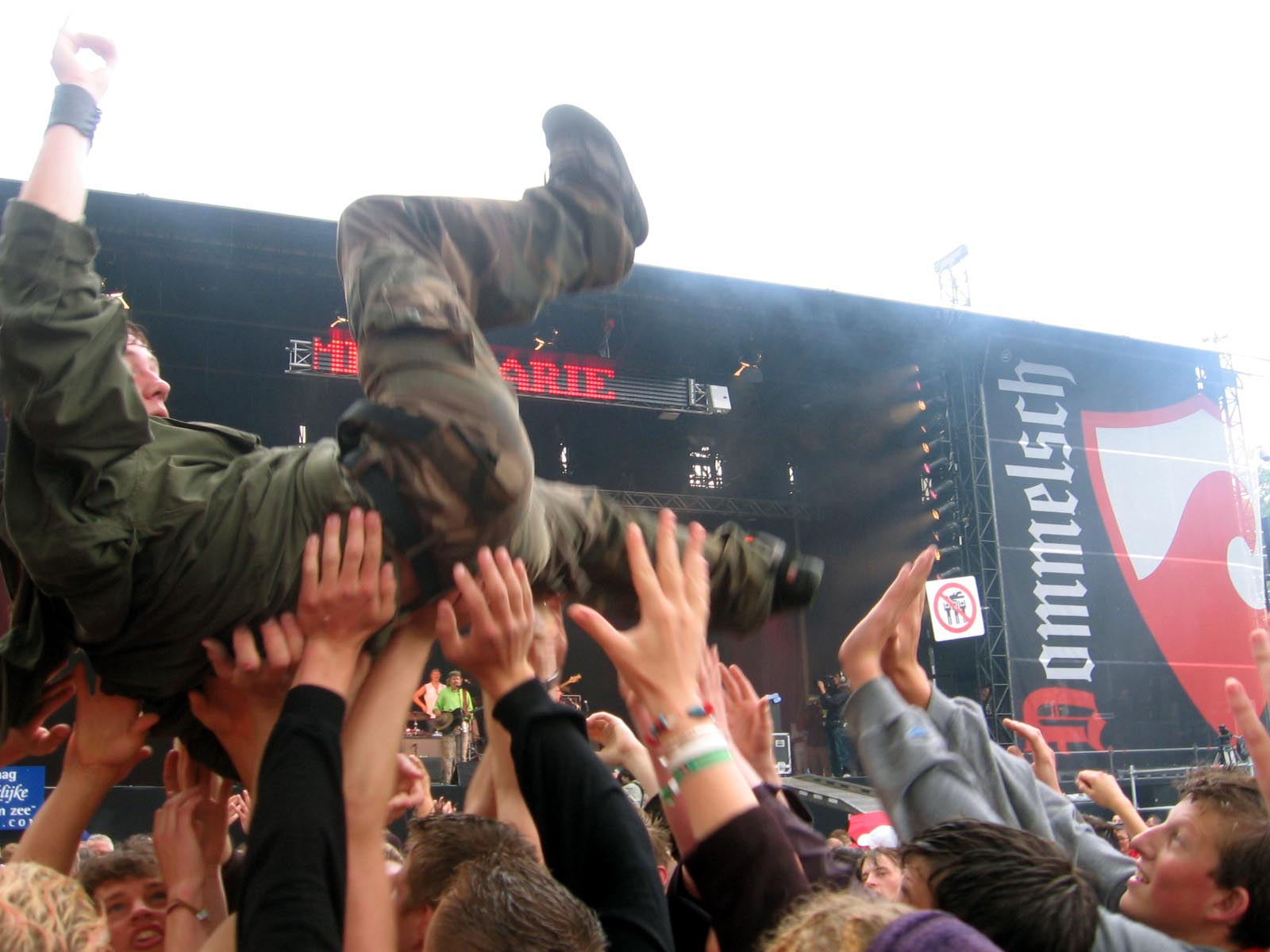
Crowdsurfing.

År 2000 klämdes nio personer ihjäl eller kvävdes till döds och tjugosex personer skadades under Pearl Jams konsert på Orange Stage. De döda var en 26-årig polis från Hamburg, en 23-årig holländare och tre svenskar, varav två i åldern 22 och en 20. Tre danskar, inklusive en 17-åring, dog också. De nio offren dog av kvävning när publiken rusade mot scenen. Orsakerna till deras död undersöktes av polis, åklagare och efterföljande civila rättegångar, som alla fastslog att orsakerna var oavsiktliga. Många människor föll ner på ett ställe; när de inte omedelbart ställde sig  upp, föll folkmassorna ner i detta "hål", och människor längst ner dog av kvävning. Den dag då olyckan skedde regnade det kraftigt, vilket kunde ha bidragit till att marken var hal. När säkerhetsvakterna framför scenen kom till olycksområdet var det för sent. Bandet informerades och stoppade musiken och bad publiken att gå tillbaka. Vissa band avbröt sin spelning.
De exakta omständigheterna kring dödsolyckan har undersökts av både polisen och åklagaren och i efterföljande civila rättegångar. Slutsatsen av dessa är att det var en ren olycka. Många föll, som ofta händer vid stora konserter, men på ett visst ställe kom de inte upp igen – och en hel del crowdsurfare föll ovanpå "hålet" och anses ha varit en av flera faktorer som gick fel. Crowdsurfing förbjöds därefter över större delen av Europa. De som hamnat längst ner dog på grund av kvävning, eftersom de inte kunde få luft. När vakterna framför scenen anlände och musiken hade slutat var det redan för sent. Olyckan ledde till massiva säkerhetsförändringar året efter för att undvika liknande incidenter. Detta hände inte bara på Roskilde Festival; säkerhetsförhållandena för festivaler över hela Europa ändrades. Före olyckan 2000 ansågs Roskilde Festival vara en av de säkraste festivalerna och ändå inträffade olyckan här. Många andra festivaler, som hade mindre säkerhetssystem än Roskilde Festival, reviderade sina procedurer ännu mer än Roskilde Festival. Till exempel valde Glastonburyfestivalen i England att avbryta sin festival 2001, för att få tid att omorganisera hela säkerhetsplaneringen, som före 2000 inte alls var i nivå med Roskilde Festival. Ledningen bestämde att inte avbryta festivalen.

## Campingsamhället

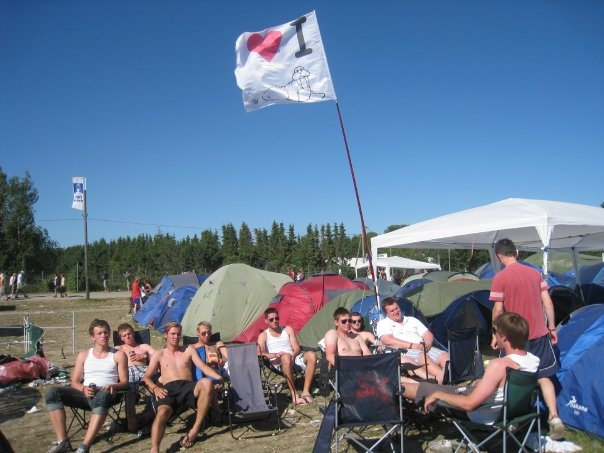
Del av östra tältlägerområdet 2009

Roskildefestivalen är uppdelad i två områden: festivalområdet där de flesta banden spelar och många stånd finns, och campingområdet, där majoriteten av deltagarna bor. Campingområdet är på 80 hektar, mycket större än festivalområdet, och är uppdelat, dels i en öst- och en västsida, dels i olika bokstäver. Varje bokstavsdel har en "agora" där det finns en del stånd och ställen där man kan elda och laga mat.

## Tidigare år
| År   | Festivaldatum         | Gäster inkl. volontärer | Huvudnummer | Biljettpris i Danska kronor |  |
| ---- | --------------------- | ----------------------- | --- | --------------------------- |  |
| 1971 | 28 augusti–29 augusti | 10 000                  | Gasolin', Poul Dissing, Cæsar, Sebastian | 30                          |  |
| 1972 | 30 juni–2 juli        | 15 000                  | The Kinks, Gasolin', Starfuckers, Gnags | 40                          |  |
| 1973 | 29 juni–1 juli        | 15 000                  | Gasolin', Røde Mor | 40                          |  |
| 1974 | 28–30 juni            | 21 500                  | Gasolin', Gnags, Røde Mor, Savage Rose, Status Quo | 50                          |  |
| 1975 | 27–29 juni            | 26 000                  | Procol Harum, Focus, Ravi Shankar, Gnags, Poul Dissing | 55                          |  |
| 1976 | 2–4 juli              | 32 500                  | Weather Report, Wigwam, Dr. Hook | 60                          |  |
| 1977 | 1–3 juli              | 31 000                  | The Jack Bruce Band, John Miles, Dr. Feelgood | 80                          |  |
| 1978 | 30 juni–2 juli        | 36 500                  | Bob Marley and the Wailers, Dave Swarbrick, Elvis Costello | 100 (120 v/indg).           |  |
| 1979 | 29 juni–1 juli        | 40 000                  | Jeff Beck & Stanley Clarke, Talking Heads, Taj Mahal | 110 (130 v/indg).           |  |
| 1980 | 27–29 juni            | 50 100                  | Santana, Steel Pulse | 130                         |  |
| 1981 | 26–28 juni            | 51 500                  | Ian Dury & The Blockheads, Robert Palmer, UB40, Saga | 150                         |  |
| 1982 | 2–4 juli              | 57 500                  | U2, Mike Oldfield, Jackson Browne | 170 (190 v/indg).           |  |
| 1983 | 1–3 juli              | 60 600                  | Simple Minds, C. V. Jørgensen, Lars Lilholt, TV-2 | 200 kr (225 kr v/indg).     |  |
| 1984 | 29 juni–1 juli        | 64 800                  | Lou Reed, Paul Young, Björn Afzelius | 210                         |  |
| 1985 | 28–30 juni            | 53 500                  | Leonard Cohen, Paul Young, The Ramones, The Clash, The Cure | 240                         |  |
| 1986 | 4–6 juli              | 56 900                  | Eric Clapton, Metallica, Phil Collins, Madness, Elvis Costello                                                                                                   | 290                         |  |
| 1987 | 3–5 juli              | 58 700                  | Iggy Pop, Europe, Van Morrison, Sonic Youth | 320                         |  |
| 1988 | 30 juni–3 juli        | 62 100                  | Sting, INXS, Bryan Adams, Leonard Cohen, Toto | 340                         |  |
| 1989 | 30 juni–2 juli        | 56 300                  | Elvis Costello, Joe Cocker, Georgia Satellites | 390                         |  |
| 1990 | 28 juni–1 juli        | 70 600                  | Bob Dylan, The Cure, Midnight Oil, Sinéad O'Connor | 445                         |  |
| 1991 | 27 juni–30 juni       | 60 500                  | Iron Maiden, Billy Idol, Iggy Pop, Paul Simon | 490                         |  |
| 1992 | 25 juni–28 juni       | 64 500                  | Nirvana, Megadeth, Texas, Pearl Jam, David Byrne | 540                         |  |
| 1993 | 1 juli–4 juli         | 76 500                  | Red Hot Chili Peppers, Ray Charles, Velvet Underground | 540                         |  |
| 1994 | 30 juni–3 juli        | 90 000                  | Aerosmith, Rage Against The Machine, ZZ Top, Peter Gabriel | 540                         |  |
| 1995 | 29 juni–2 juli        | 111 000                 | R.E.M., Elvis Costello, Van Halen, The Offspring, Oasis | 600                         |  |
| 1996 | 27–30 juni            | 115 000                 | Sex Pistols, David Bowie, No Doubt, Rage Against The Machine | 690                         |  |
| 1997 | 26–29 juni            | 115 000                 | The Smashing Pumpkins, Radiohead, Nick Cave & The Bad Seeds | 750                         |  |
| 1998 | 25–28 juni            | 100 000                 | Beastie Boys, Bob Dylan, Kylie Minogue, Kraftwerk | 810                         |  |
| 1999 | 1–4 juli              | 96 000                  | R.E.M., Metallica, Robbie Williams, Marilyn Manson | 810                         |  |
| 2000 | 25 juni–2 juli        | 102 000                 | Lou Reed, Pearl Jam, Iron Maiden, Pet Shop Boys | 860                         |  |
| 2001 | 24 juni–1 juli        | 92 000                  | Robbie Williams, Bob Dylan, Neil Young, Nick Cave & The Bad Seeds                                                                                                | 860                         |  |
| 2002 | 23–30 juni            | 100 000                 | Red Hot Chili Peppers, Rammstein, Pet Shop Boys | 950                         |  |
| 2003 | 22–29 juni            | 107 000                 | Björk, Metallica, Coldplay, Blur, Iron Maiden | 1 150                       |  |
| 2004 | 27 juni–4 juli        | 106 000                 | Santana, KoRn, Wu-Tang Clan, Iggy Pop | 1 150                       |  |
| 2005 | 26 juni–3 juli        | 97 000                  | Black Sabbath, Green Day, Duran Duran, Interpol, The Game, Brian Wilson                                                                                          | 1 250                       |  |
| 2006 | 25 juni–2 juli        | 110 000                 | Bob Dylan, Guns N' Roses, Tool, Kanye West, Interpol, Roger Waters                                                                                               | 1 350                       |  |
| 2007 | 5–8 juli              | 75 000                  | Red Hot Chili Peppers, The Who, Muse, Beastie Boys, Björk, Queens of the Stone Age, Tiësto                                                                       | 1 475                       |  |
| 2008 | 29 juni–6 juli        | 68 000                  | Radiohead, Slayer, Neil Young, The Chemical Brothers, My Bloody Valentine, Grinderman, Gnarls Barkley, Kings of Leon, Hot Chip, Jay-Z, Judas Priest              | 1 650                       |  |
| 2009 | 2–5 juli              |                         | Nick Cave and the Bad Seeds, Pet Shop Boys, Nine Inch Nails, Oasis, Faith No More, Slipknot, Coldplay, Kanye West                                                | 1 775                       |  |
| 2010 | 30 juni–3 juli        |                         | Prince, Gorillaz, Muse, The Prodigy, Patti Smith, Them Crooked Vultures, Jack Johnson, Nephew                                                                    | 1 675                       |  |
| 2011 | 26 juni–3 juli        |                         | Arctic Monkeys, Iron Maiden, Kings of Leon, Mastodon, M.I.A., PJ Harvey, The Strokes                                                                             | 1 725                       |  |
| 2012 | 30 juni–8 juli        |                         | Björk, Bon Iver, The Cure, Mew, Bruce Springsteen & The E Street Band, Jack White                                                                                | 1 790                       |  |
| 2013 | 29 juni–7 juli        |                         | Kraftwerk, The National, Queens of the Stone Age, Rihanna, Sigur Rós, Slipknot, Volbeat                                                                          | 1 910                       |  |
| 2014 | 29 juni–6 juli        |                         | The Rolling Stones, Arctic Monkeys, Damon Albarn, Drake, Major Lazer, Outkast, Stevie Wonder, Trentemøller                                                       | 1 910                       |  |
| 2015 | 27 juni–4 juli        |                         | Paul McCartney, Disclosure, Florence + The Machine, Kendrick Lamar, Mew, Muse, Pharrell Williams                                                                 | 1 940                       |  |
| 2016 | 25 juni–3 juli        |                         | LCD Soundsystem, Macklemore & Ryan Lewis, MØ, Neil Young+Promise of the Real, New Order, PJ Harvey, Red Hot Chili Peppers, Tame Impala, Tenacious D, Wiz Khalifa | 1 995                       |  |
| 2017 | 24 juni–1 juli        |                         | A Tribe Called Quest (inställt), Foo Fighters, Arcade Fire, Justice, Blink-182 (inställt), Solange, Trentemøller, Ice Cube, The Weeknd                           | 1 995                       |  |
| 2018 | 30 juni–7 juli        | 130 000                 | Eminem, Bruno Mars, Gorillaz, Nick Cave and the Bad Seeds, Nine Inch Nails, Massive Attack, David Byrne och Nephew                                               | 2 100                       |  |
| 2019 | 29 juni–6 juli        | 130 000                 | Bob Dylan, Cardi B, Travis Scott, MØ, Robert Plant and the Sensational Space Shifters, Robyn, Vampire Weekend, The Cure, Janelle Monáe                           | 2 100                       |  |
| 2020 | Inställd              | Inställd                | Taylor Swift, Tyler, the Creator och TLC (band) | 2 250                       |  |

Roskilde Festival 2020 blev den 6 april 2020 inställd på grund av coronaviruspandemin. Festivalen, som var slutsåld, skulle ha ägt rum från lördagen 27 juni till och med lördagen 4 juli. Festivalen blev marknadsförd som RF50, då det skulle ha varit Roskilde Festival nummer 50.